# Иваноровное
Иваноровное (каз. Иваноровный) — село в Узункольском районе Костанайской области Казахстана. Входит в состав Кировского сельского округа. Находится примерно в 20 км к северо-западу от районного центра, села Узунколь. Код КАТО — 396641200.

## Население
В 1999 году население села составляло 325 человек (155 мужчин и 170 женщин). По данным переписи 2009 года, в селе проживало 148 человек (74 мужчины и 74 женщины).